# Accident de metro a València del 2006
El 3 de juliol de 2006, a les 13.03 hores, un comboi de la línia 1 de Metrovalència amb 150 persones a bord va descarrilar en una corba a 50 metres de l'estació de Jesús, a València, i va causar la mort a 43 persones i ferides a 47. El tren model UTA 3700, amb dues unitats de dos vagons cadascuna, havia eixit de l'estació de Plaça d'Espanya 40 segons abans i circulava a una velocitat anormalment elevada (80 km/h).

## Causes
La investigació s'ha basat en dades subministrades per la caixa negra, la qual indica que el vehicle va accelerar progressivament fins als 80 quilòmetres per hora per accedir a una corba on la màxima velocitat permesa era de 40. Durant un interval de cinc segons, abans que el primer vagó bolcara violentament, a la cabina del maquinista es va activar manualment el fre de servei, reduint la velocitat fins a 64,8 km/h al moment d'entrar al túnel. El frenat d'emergència, però, no es va fer servir. Aquesta acció, frenat en plena corba, va fer que el vagó posterior envestira la unitat de capçalera, la 3736, fent-la descarrilar. El vagó va circular impulsat per la inèrcia, però bolcat cap a l'esquerra, resseguint les parets del túnel, fins que al final del túnel -on conflueix amb la línia 5- va bolcar definitivament amb un fort impacte contra el terra.
El sistema de seguretat emprat en aquesta línia s'anomena Frenado Automático Puntual (FAP) i consisteix en un sistema de balises que actuen com a punts d'informació per al conductor. El FAP atura i frena automàticament els trens en el cas de sobrepassar una senyal en vermell, o no reconèixer l'avís de senyal ambre. El FAP no supervisa velocitats. No obstant això, a la corba de l'accident no hi havia balisa i es confiava només en el conductor per frenar el comboi.
La investigació oficial conclou que l'accident hauria estat evitable amb un sistema de seguretat més avançat.
La línia 1 és la més antiga de la xarxa de Metrovalència i el principal eix d'aquesta infraestructura de via estreta. La unitat sinistrada havia entrat en servei en 1989 i pesava 46,8 tones.
Un dels elements clau per a l'alta mortalitat de l'accident fou que les finestres estaven segellades amb silicona comuna per a estalviar costos. El fet de no haver utilitzat un segellat correcte suposa que els cossos de les víctimes en comptes de xocar contra les finestres van eixir per les finestres dels vagons sent destrossats pel desplaçament del vehicle bolcat.

## Víctimes

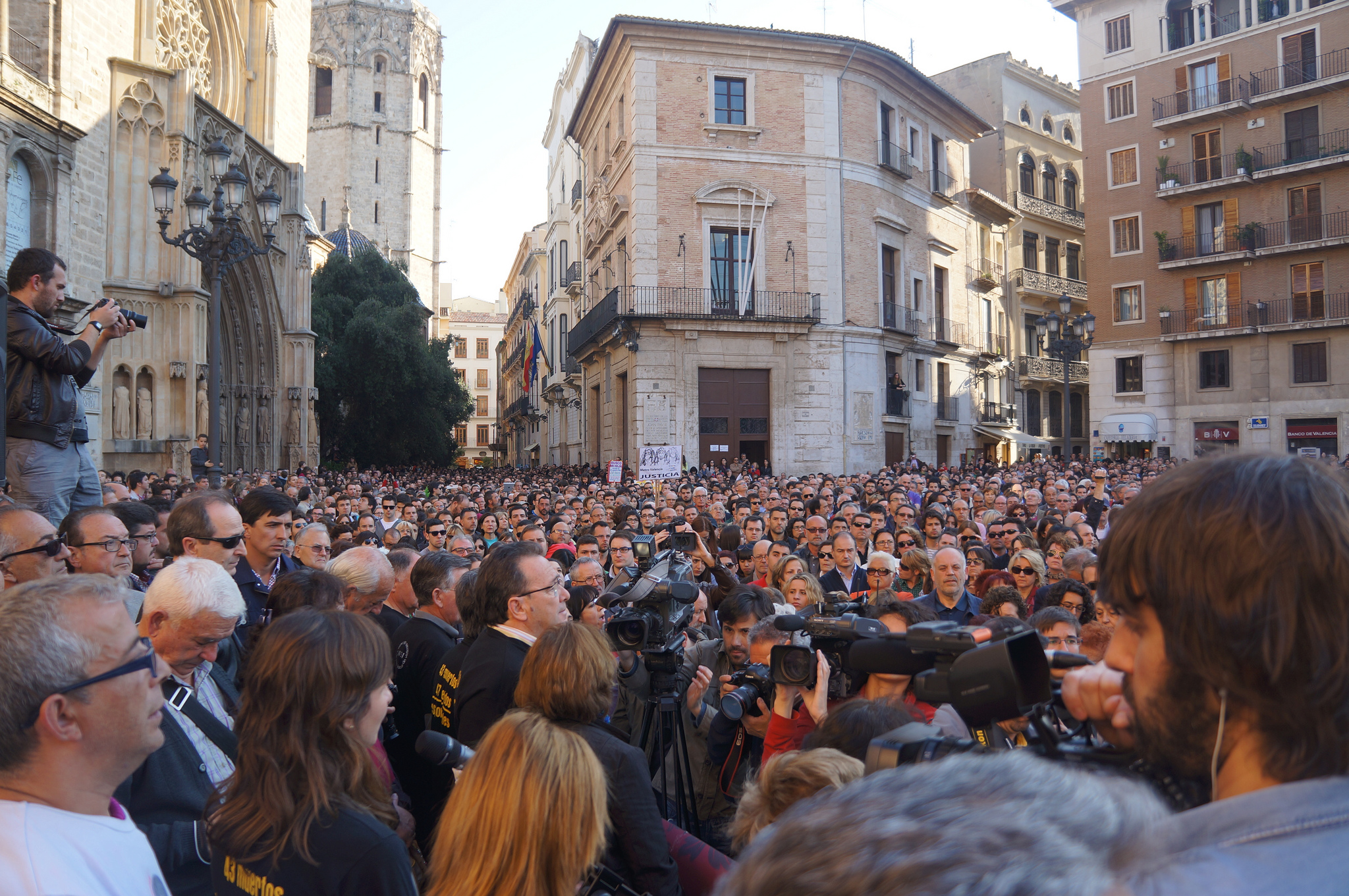
Tots els dies 3 de cada mes, els familiars de les víctimes han realitzat una concentració a la Plaça de la Mare de Déu de València per a demanar responsabilitats. Imatges de la concentració del 3 de maig de 2013.

Totes les víctimes mortals viatjaven en el primer vagó, a més dels 46 ferits de consideració. Els serveis d'emergència van trobar els cossos escampats per les vies. Dues persones, incloent-hi el conductor, van morir als hospitals dies després de l'accident a conseqüència de la gravetat de les ferides.
L'accident coincidí en el temps amb la visita de Benet XVI a València, que feu una breu parada en els seus actes per visitar el lloc de l'accident i donar el condol a les víctimes.
Els familiars de les víctimes directes constituïren una associació de víctimes: l'Associació de Víctimes del Metro 3 de Juliol (AVM3J) el 14 de setembre de l'any de l'accident.

## Reacció des de Ferrocarrils de la Generalitat Valenciana
Ferrocarrils de la Generalitat Valenciana pagà a la consultora de comunicació H&M Sanchis uns 621.000 euros entre 2004 i 2011 per a, entre altres coses, escriure i publicar informes anuals per a mostrar informació contrària a les denúncies de l'Associació de víctimes del metro 3 de juliol. Amb açò es pretenia que s'oblidara de l'accident.

## Investigació i procés de juí
Un mes després de l'accident, les Corts Valencianes feren una ràpida investigació, responsabilitzant de l'accident a l'alta velocitat del vehicle controlat pel conductor. Els treballadors que donaven la raó a aquesta tesi reberen millores laborals. Gairebé una dècada més tard, el setembre de l'any 2015 es constituí a les Corts Valencianes baix la presidència d'Enric Morera i Català una comissió per a investigar els fets ocorreguts, presidida per Sandra Martín. Aquesta investigació vingué amb el canvi de govern i apuntà a 13 responsables. El 2017 es va publicar un informe elaborat pel Sepross (Sindicat Estatal de Professionals de Seguretat i Salut) i eixe mateix any la jutgessa de l'Audiència Provincial de València dictà per tercera vegada "que no hi havia cap responsable més enllà del conductor".
Malgrat tot, i per causa de les pressions de víctimes i familiars, el 16 de febrer de 2018 l'Audiència Provincial de València decidí reobrir la investigació. L'associació de víctimes es queixà que la investigació estava durant massa temps, arribant a prescriure la responsabilitat de l'exdirector de Recursos Humans i Riscos Laborals, Dionisio García, assenyalat com a imputat. El Tribunal Superior de Justícia de la Comunitat Valenciana digué que l'acusació no havia demanat mai citar-lo a juí. Finalment, i tot i que la Fiscalia demanà tres anys i set mesos de presó per als acusats —després de considerar que els fets van suposar un delicte contra els drets dels treballadors en la seva seguretat i higiene—, la mateixa Fiscalia va arribar a un acord el 24 de gener de 2020 amb els acusats a fi d'evitar el macrojuí i que cap dels acusats ingressés fos engarjolat. Quatre dels acusats van acceptar 22 mesos de presó (i per tant amb la pena suspesa) i als altres quatre els van ser retirats els càrrecs.